# Giuseppe Stagno d'Alcontres
Giuseppe Stagno Cumbo d'Alcontres dei principi di Montesalso, di Alcontres e di Palizzi (Tremestieri, 3 maggio 1859 – Punta Arenas, 17 novembre 1931) è stato un nobile e geografo italiano.

## Biografia

### Le origini
Giuseppe Stagno d'Alcontres fu esponente dell'antica famiglia nobiliare messinese dei principi di Montesalso di Alcontres e di Palizzi.
Figlio del principe Pietro Stagno Asmundo d'Alcontres, 5º Principe di Montesalso, di Alcontres e di Palizzi, Marchese della Floresta, di Roccamulera e Soreto, Barone di Placa Baina, 37º Barone di Scuderi, e di Donna Anna Cumbo Proto, appartenente ad una famiglia della piccola nobiltà.
Era fratello minore di Carlo Stagno Cumbo d'Alcontres, 6º Principe di Montesalso, di Antonino Stagno Cumbo d'Alcontres, Marchese di Soreto, e di Guglielmo Stagno Cumbo d'Alcontres, canonico della Protometropolitana, zio di Pietro Stagno Monroy d'Alcontres, deputato e giornalista, di Alberto Stagno Monroy d'Alcontres, filosofo, e di Ferdinando Stagno Monroy d'Alcontres, podestà di Messina.
Dalla sua unione con Angelica Costarelli nacquero due figlie, Beatrice Stagno Costarelli d'Alcontres e Amanda Stagno Costarelli d'Alcontres; Beatrice Stagno Costrarelli d'Alcontres sposò il barone Niccolò Amato di Sciacca mentre Amanda Stagno Costareli d'Alcontres sposò il principe Giuseppe Lanza di Scalea, imparentandosi con una delle più importanti famiglie siciliane.
Ebbe inoltre il titolo di Conte di Quintana e fu Cavaliere di Onore e Devozione del Sovrano Militare Ordine Ospedaliero di San Giovanni di Rodi.
Fu educato presso la Scuola Militare "Nunziatella"; uscito da questa con il grado di tenente nel 1881, prestò servizio nell'esercito italiano; partecipò alla guerra d'Eritrea nelle truppe del generale Saletta. Fu in Eritrea che si appassionò alla geografia e sentì il bisogno di conoscere e far conoscere meglio il mondo. Dopo due anni di stanza in Eritrea, lasciò l'esercito con il grado di capitano e tornò in Italia dove prese contatto con il conte Galeazzo Frigerio, uno dei maggiori apostoli del colonialismo italiano; interessatosi anche alla geologia incontrò anche il geologo Felice GIordano. Nel 1889 si laureò in geologia all'Università di Messina, specializzandosi il glaciologia.
Intraprese numerosi viaggi in America e in Asia, fu collaboratore e vicepresidente della Società Geografica Italiana, fondatore della Società Geografica di Messina; compì ricerche sulle Alpi e sulle Ande e nel 1916 pubblicò Glaciologia delle Alpi e nel 1921, collaborando con il celebre Wegener Sulla formazione geologica e glaciologica delle Ande. Nel 1906 aveva pubblicato il Manuale di Geografia.
Trasferitosi in Cile per poter meglio studiare la conformazione delle Ande e dei ghiacci della Terra del fuoco, ottenne il grado di maggiore nell'esercito cileno. Nel 1925 fu insignito della Legion d'onore dal presidente francese Gaston Doumergue; morì a Punta Arenas, in Cile, nel 1931.